# Weltraumschiff I startet
Pour plus de détails, voir Fiche technique et Distribution.
Weltraumschiff I startet (litt. Vaisseau spatial 1 décolle) est un film allemand réalisé par Anton Kutter, sorti en 1940. 
Il s'agit du deuxième film de science-fiction réalisé sous le nazisme, le premier étant L'Or.

## Synopsis
Friedrichshafen, 13 juin 1963 : pendant une conférence de presse, le directeur du chantier du dirigeable de Friedrichshafen annonce le premier vol de fusée habitée vers la Lune. En introduction, il décrit l'histoire de la technologie des fusées et les détails techniques des voyages dans l'espace. À quelques instants du départ, le reporter interviewe par radio le commandant du vaisseau spatial, qui après avoir atteint l'espace et fait le tour de la Lune, doit revenir sur la Terre en toute sécurité.

## Fiche technique
- Titre : Weltraumschiff I startet
- Réalisation : Anton Kutter
- Scénario : Anton Kutter
- Musique : Ludwig Kusche
- Direction artistique : Willy Horn
- Photographie : Gustav Weiss
- Producteur : Anton Kutter
- Sociétés de production : Bavaria Film
- Pays d'origine :  Reich allemand
- Langue : allemand
- Format : Noir et blanc - 1,37:1 - Mono - 35 mm
- Genre : Science-fiction
- Durée : 23 minutes
- Dates de sortie :
  -  Reich allemand : 7 novembre 1940.
  -  Autriche : 20 janvier 1941.

## Distribution
- Carl Wery : Commodore Hardt
- Rolf Wernicke : Le reporter
- Fritz Reiff (de) : Le directeur technique

## Historique
Weltraumschiff I startet appartient à la mode du Kulturfilm.
À l'été 1939, la réalisation du film Zwischenfall im Weltraum sous la direction de Robert A. Stemmle commence aux studios Bavaria. Au même moment devait commencer dans les studios UFA (Babelsberg), le tournage de Weltraumschiff 18 réalisé par Eduard von Borsody.
La date du 13 juin 1963 correspond au 60e anniversaire d'Anton Kutter.
Le film est tourné à Geiselgasteig, à côté de Munich. Le film est diffusé pour la première fois à la fin du mois de juillet 1940 dans le cadre du film Kulturfilmwoche de Munich et sa sortie en salle a lieu le 7 novembre 1940 au Capitol à Berlin. Dans l'Ostmark, le film sort le 20 janvier 1941.

## Crédit d'auteurs
- (de) Cet article est partiellement ou en totalité issu de l’article de Wikipédia en allemand intitulé « Weltraumschiff I startet » (voir la liste des auteurs).